# Southern Downs
Southern Downs är en region i Australien. Den ligger i delstaten Queensland, omkring 160 kilometer sydväst om delstatshuvudstaden Brisbane. Antalet invånare är 35 559.
Följande samhällen finns i Southern Downs:
- Warwick
- Stanthorpe
- Allora
- Killarney
- Thulimbah
- Sladevale
- Wallangarra
- The Summit
- Yangan

I omgivningarna runt Southern Downs växer huvudsakligen savannskog. Runt Southern Downs är det mycket glesbefolkat, med 4 invånare per kvadratkilometer. Genomsnittlig årsnederbörd är 980 millimeter. Den regnigaste månaden är januari, med i genomsnitt 193 mm nederbörd, och den torraste är augusti, med 33 mm nederbörd.